# Florencio Constantino
Florencio Constantino (Ortuella, Biscaia, 9 d'abril de 1869 - Mèxic D.F., 19 de novembre de 1919) fou un tenor espanyol.
En la seva joventut fou maquinista del ferrocarril de Bilbao a Portugalete i d'alguns vaixells, fins que ingressà en l'exèrcit, i una volta va concloure el servei militar embarcà cap a Buenos Aires, on treballà com a mecànic, cridant la seva bella veu l'atenció dels seus companys de feina, els quals li aconsellaren que es deixés escoltar en públic. Després de les primeres audicions, el Club Espanyol de la capital del Plata acordà subvencionar-lo perquè es pogués dedicar a l'art líric, rebent les primeres lliçons del tenor Leopoldo Signoretti que en molt poc temps el posà en condicions de debutar en el teatre Solis de Montevideo, amb l'òpera La Dolores (Bretón), amb la que tingué un bon èxit. Cantà seguidament a Buenos Aires i La Plata, i tornà a Europa per acabar la seva educació artística a Milà, cantant després amb molts aplaudiments en els teatres més importants d'Europa i Amèrica del Nord, inclosos el Reial de Madrid i els de Nova York, en els que aconseguí triomfs envejables i els elogis de la premsa.